# Слободка (Прилукский район)

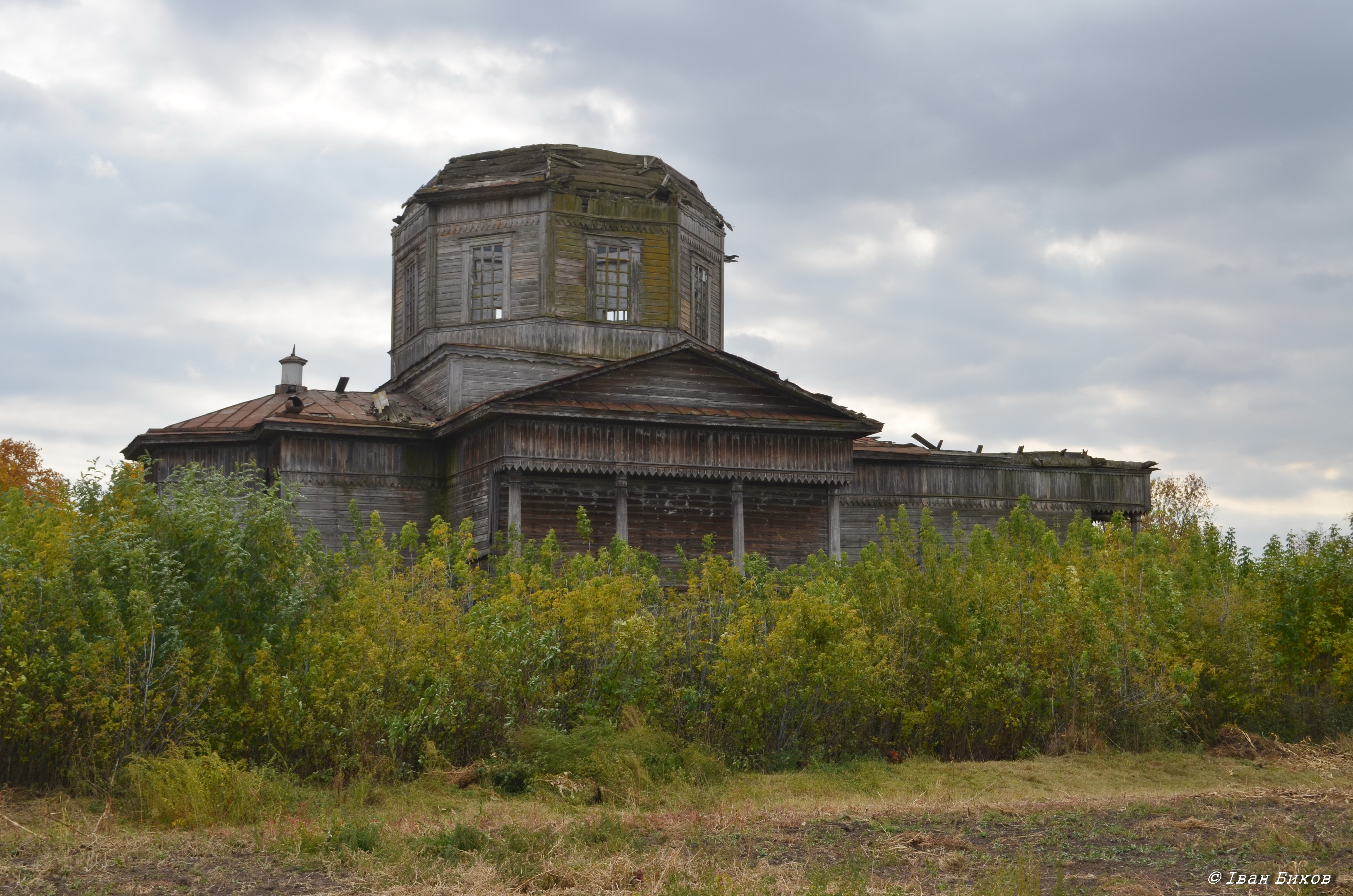
Заброшенная Покровская церковь. 1834-36 гг.

Слободка (укр. Слобідка) — село в Прилукском районе Черниговской области Украины. Население — 222 человека. Занимает площадь 1,975 км². Расположено на реке Детюковка.
Код КОАТУУ: 7425383503. Почтовый индекс: 17202. Телефонный код: +380 4634.

## Власть
Орган местного самоуправления — Талалаевская поселковая община. Почтовый адрес: 17200, Черниговская область, Прилукский р-н, п. Талалаевка, ул. Вокзальная, 3.